# Joshua Luza
Joshua Luza (Hilversum, 26 november 1991) is een Nederlands mediapersoonlijkheid en ondernemer. Hij kreeg bij het grote publiek vooral naamsbekendheid door zijn deelname aan diverse televisieprogramma's als Winter Vol Liefde en Bed&Breakfast.